# قطار (مسلسل)
قطار هو مسلسل تلفزيوني كوري جنوبي من بطولة يون شي يون، كيونغ سو جين وشين سو يول. عرض المسلسل على قناة أو سي إن في الفترة من 11 يوليو حتى 17 أغسطس 2020.

## روابط خارجية
قطار على موقع IMDb (الإنجليزية)
- قطار على موقع ليتربوكسد (الإنجليزية)
- قطار على موقع كينوبويسك (الروسية)
- قطار على موقع قاعدة بيانات الفيلم (الإنجليزية)